# 貨幣・浮世絵ミュージアム
貨幣・浮世絵ミュージアム（かへい・うきよえミュージアム）は、愛知県名古屋市中区錦三丁目にある、三菱UFJ銀行の企業博物館である。
館名の通り、日本や世界各国の貨幣と、浮世絵が主に展示されているほか、日本最大の両替屋の再現、東海銀行の歴代貯金箱の展示、1億円の重量体験などの各コーナーが設けられている。

## 歴史・概要
貨幣・浮世絵ミュージアムは、三菱UFJ銀行の前身にあたる東海銀行が、1961年（昭和36年）に設立20周年を記念して東海銀行本店ビル（現在の三菱UFJ銀行名古屋ビル）7階に開設した「東海銀行貨幣展示室」に始まる。併せて、同資料室の開設と同時に東海銀行本店ビル1階では、同行が収集した歌川広重の『東海道五十三次』をはじめ、浮世絵の展示も行われるようになった。1980年（昭和55年）に「東海銀行貨幣資料館」になり、一般への公開を開始した。
貨幣資料館は、東海銀行が三和銀行と合併して発足したUFJ銀行に引き継がれると、東海銀行の前身の旧名古屋銀行本店跡のビルに2002年（平成14年）に移転したが、入居していた同ビルが再開発事業のため三菱地所に2008年（平成20年）3月に売却されると、2009年（平成21年）1月末に移転のため一時休館することになった。
そこで、名古屋市中区錦から東区赤塚町の旧東海銀行赤塚支店跡に移転し、2009年（平成21年）4月20日に新装開館した。
日本と世界各地の貨幣およそ1万点を体系的に展示すると共に、先述の歌川広重『東海道五十三次』などの浮世絵約1,800枚の美術品も当館の所蔵となって展示されるようになった。
三菱UFJ銀行名古屋営業部の建替え後の2021年（令和3年）11月29日に、貨幣資料館はビル1階に「貨幣・浮世絵ミュージアム」に改名・移転した。

## 沿革
- 1961年（昭和36年） - 東海銀行設立20周年を記念して、東海銀行本店ビル（現・三菱UFJ銀行名古屋ビル）7階に「東海銀行貨幣展示室」を開館[1]。
- 1980年（昭和55年） - 「東海銀行貨幣資料館」になり[1]、一般公開を開始[2]。
- 1981年（昭和56年） - 北隣の御幸ビル1階に移転した。
- 2002年（平成14年） - 東海銀行と三和銀行の合併によるUFJ銀行発足により、「UFJ銀行貨幣資料館」へ改名。旧名古屋銀行本店跡のビルに[3]移転[4]。
- 2006年（平成18年）1月1日 - 東京三菱銀行によるUFJ銀行救済合併に伴う三菱東京UFJ銀行への社名変更を受け、「三菱東京UFJ銀行貨幣資料館」へ改名。
- 2009年（平成21年）1月末 - 移転のため一時休館[4]。
- 2009年（平成21年）4月20日 - 東区赤塚町に移転開館[2]。
- 2018年（平成30年）4月1日 - 三菱東京UFJ銀行から三菱UFJ銀行への社名変更を受け、「三菱UFJ銀行貨幣資料館」へ改名。
- 2021年（令和3年）11月29日 - 三菱UFJ銀行名古屋ビル1階に移転の上、「貨幣・浮世絵ミュージアム」へ改名。

## 旧名古屋銀行本店ビル

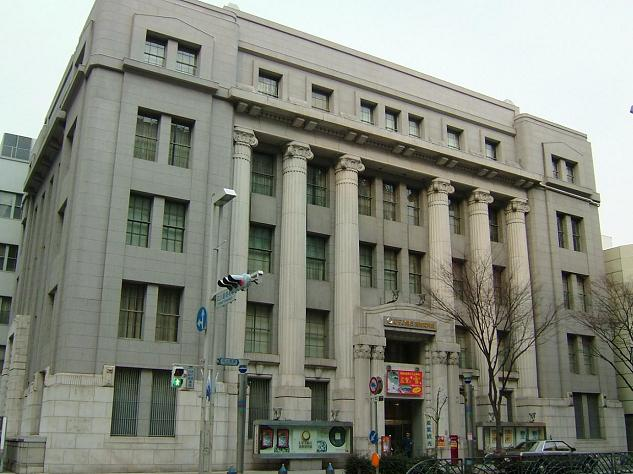
旧・貨幣資料館が入居していたビル（現在はザ・コンダーハウス）

2002年（平成14年）から2009年（平成21年）1月末まで三菱東京UFJ銀行貨幣資料館が入居していたビルは、1926年（大正15年 / 昭和元年）に建てられたものであった。設計は曽禰達蔵と鈴木禎次が行い、竹中工務店が施工した。
東海銀行の前身の一つ・名古屋銀行（現在の名古屋銀行（旧・名古屋相互銀行）とは別会社）の本店として使用され、合併に伴って1961年（昭和36年）まで東海銀行本店、その後は中央信託銀行名古屋支店として使用されていた。
資料館が位置した名古屋都心部のメインストリート・広小路通には、かつて旧住友銀行名古屋支店（1925年（大正15年）竣工1998年（平成10年）解体）、名古屋日本徴兵館（1939年（昭和14年）竣工。太平洋戦争後「名古屋大和生命ビル」→「東海銀行本店別館」→「UFJ銀行名古屋ビル別館」に改称。2004年（平成16年）解体）など、大正期から昭和初期にかけて建てられたオフィスビルが数多く立ち並んでいた。
これらのビルが相次いで取り壊され、この建物は三井住友銀行名古屋支店（旧・三井銀行名古屋支店　1935年（昭和10年）竣工）、明治屋名古屋店（1938年（昭和13年）竣工）とともに、名古屋における近代建築の貴重な遺構となっている。
1989年（平成元年）に名古屋市都市景観重要建築物に指定されている。
三菱東京UFJ銀行名古屋ビル旧館は北館・南館と分かれており、貨幣資料館は南館一階に位置した。
2016年（平成28年）3月、三菱地所・積水ハウスにより「錦二丁目計画」が発表され、再利用されることとなった。
2018年（平成30年）から、株式会社Plan･Do･Seeにより、レストラン・結婚式場施設「ザ・コンダーハウス（THE CONDER HOUSE）」として営業されている。

## 旧・貨幣資料館の施設概要
住所
- 愛知県名古屋市中区錦2-20-25[3]

敷地面積
- 1749.627平方メートル

建築面積
- 南館：4977平方メートル
- 北館：3150平方メートル